# Literaturjahr 1943
Liste der Literaturjahre

◄◄ | ◄ | 1939 | 1940 | 1941 | 1942 | Literaturjahr 1943 | 1944 | 1945 | 1947 | ► | ►►

Weitere Ereignisse

## Ereignisse

### Prosa
- 4. Januar: Im kalifornischen Exil vollendet Thomas Mann seine Roman-Tetralogie Joseph und seine Brüder. Die Tetralogie umfasst die Romane:

1. Die Geschichten Jaakobs (Entstehungszeit: Dezember 1926 – Oktober 1930)
2. Der junge Joseph (Entstehungszeit: Januar 1931 – Juni 1932)
3. Joseph in Ägypten (Entstehungszeit: Juli 1932 – 23. August 1936)
4. Joseph, der Ernährer (Entstehungszeit: 10. August 1940 – 4. Januar 1943).

- 6. April: Die Erstausgabe von Antoine de Saint-Exupérys Erzählung Der kleine Prinz erscheint mit eigenen Illustrationen versehen in New York City gleichzeitig im französischen Original (Le Petit Prince) und in einer englischen Übersetzung (The Little Prince) von Katherine Woods. Da Saint-Exupéry bereits einen Vertrag mit dem Verlag Éditions Gallimard hat, verklagt dieser den amerikanischen Verleger.
- 18. November: Der Roman Das Glasperlenspiel von Hermann Hesse wird in Zürich in zwei Bänden veröffentlicht, nachdem Peter Suhrkamp vom deutschen Reichsministerium für Volksaufklärung und Propaganda im Sommer 1942 ein definitives Druckverbot für den S. Fischer Verlag erhalten hat.
- Von Anna Seghers erscheint die Erzählung Ein Mensch wird Nazi.

- In Paris erscheint mit L’Invitée der erste Roman von Simone de Beauvoir.
- Die Kurzgeschichte The Sword von Roald Dahl erscheint in der Zeitschrift The Atlantic Monthly.

### Lyrik
- Else Lasker-Schüler veröffentlicht in Jerusalem ihren letzten Gedichtband Mein blaues Klavier. Der Band enthält 32 Gedichte, von denen 18 schon früher veröffentlicht worden sind, und einen kurzen Prosatext. Es enthält auch die 1937 erstmals veröffentlichte Elegie Mein blaues Klavier.

### Drama
- 4. Februar: Bertolt Brechts unter der Mitarbeit von Ruth Berlau und Margarete Steffin entstandenes Theaterstück Der gute Mensch von Sezuan hat seine Uraufführung am Schauspielhaus Zürich. Regie bei diesem epischen Theaterstück führt Leonard Steckel.
- 9. September: Bertolt Brechts Leben des Galilei hat seine Uraufführung in Zürich.

### Periodika
- Januar: Im Jahr nach der Entkriminalisierung der Homosexualität erscheint in der Schweiz die Erstausgabe der Homosexuellenzeitschrift Der Kreis. Erster Herausgeber und Redaktor ist der Schauspieler Karl Meier.

### Religion
- 30. September: Papst Pius XII. veröffentlicht die Enzyklika Divino afflante Spiritu. Die dritte der Bibelenzykliken setzt sich mit dem Umgang der Bibel und Bibelerklärungen auseinander und räumt naturwissenschaftliche und historische Irrtümer in der Bibel ein.

### Anderes
- Der polnische Schriftsteller Józef Mackiewicz erhält die Erlaubnis, in die Wälder von Katyn zu gehen und findet dort Beweise für das Massaker von Katyn. Sie werden später Gegenstand seiner Bücher, u. a. Zbrodnia w lesie katyńskim, Katyn – ungesühntes Verbrechen. Vom politischen Komplott zum ungesühnten Verbrechen, Man muss nicht laut reden.

### Preisverleihungen
- Frost Medal: Edna St. Vincent Millay
- Grosser Schillerpreis: Peider Lansel
- Johann-Peter-Hebel-Preis: Jakob Schaffner
- Nobelpreis für Literatur: keine Verleihung
- O.-Henry-Preis: Livvie Is Back von Eudora Welty
- Premio Atenea (Auswahl): Aguas abajo von Marta Brunet
- Prix Goncourt/Roman: Passage de l’Homme von Marius Grout
- Pulitzer-Preise (Auswahl):
  - Roman: Dragon’s Teeth von Upton Sinclair
  - Drama: The Skin of Our Teeth von Thornton Wilder
  - Dichtung: A Witness Tree von Robert Frost

## Geboren

### Januar bis März
- 03. Januar: Reinhold Massag, deutscher Autor und Schauspieler († 1999)
- 04. Januar: Emil Zopfi, Schweizer Autor
- 06. Januar: Osvaldo Soriano, argentinischer Schriftsteller und Journalist († 1997)
- 09. Januar: Peter Zurek, österreichischer Journalist († 2013)
- 10. Januar: Peter Strauch, deutscher Theologe, Buchautor und Liedermacher
- 11. Januar: Dieter Langewiesche, deutscher Neuzeit- und Militärhistoriker
- 11. Januar: Eduardo Mendoza, spanischer Schriftsteller
- 14. Januar: Oscar Bronner, österreichischer Zeitungsherausgeber und Maler
- 20. Januar: Einar Førde, norwegischer sozialdemokratischer Politiker und Journalist († 2004)
- 22. Januar: Wilhelm Genazino, deutscher Schriftsteller († 2018)
- 25. Januar: Agata Hikari, japanischer Schriftsteller († 1992)
- 28. Januar: Manfred Jendryschik, deutscher Erzähler, Lyriker, Essayist und Herausgeber († 2025)
- 30. Januar: Holger Fliessbach, deutscher Übersetzer († 2003)

- 04. Februar: Otto Lohmüller, deutscher Maler, Bildhauer und Autor von Pfadfinder-Abenteuerbüchern
- 05. Februar: Michael Mann, US-amerikanischer Regisseur, Produzent und Drehbuchautor
- 07. Februar: Danilo Arbilla Frachia, uruguayischer Journalist
- 07. Februar: Finnbogi Ísakson, färöischer Journalist, Schriftsteller und Politiker († 2005)
- 10. Februar: Frank-Patrick Steckel, deutscher Theaterregisseur und -intendant und Shakespeare-Übersetzer († 2024)
- 13. Februar: Friedrich Christian Delius, deutscher Schriftsteller († 2022)
- 14. Februar: Ischa Meijer, niederländischer Journalist, Schriftsteller und Talkmaster († 1995)
- 15. Februar: Elke Heidenreich, deutsche Autorin, Kabarettistin, Moderatorin und Journalistin
- 15. Februar: Hermann Kurzke, deutscher Literaturwissenschaftler, Essayist und Biograf († 2024)
- 20. Februar: Diana L. Paxson, US-amerikanische Schriftstellerin von historischen Fantasy-Romanen
- 21. Februar: Ljudmila Ulizkaja, russische Schriftstellerin
- 22. Februar: Eduard Limonow, russischer Schriftsteller und Politiker († 2020)
- 28. Februar: Gerda Anger-Schmidt, österreichische Kinderbuchautorin († 2017)

- 01. März: Jürgen Alexander Heß, deutscher Illustrator († 2001)
- 01. März: Franz Hohler, Schweizer Schriftsteller, Kabarettist und Liedermacher
- 02. März: Peter Straub, US-amerikanischer Schriftsteller († 2022)
- 06. März: Gert Sudholt, deutscher Publizist und Verleger
- 12. März: Mina Assadi, persische Lyrikerin und Autorin
- 13. März: André Téchiné, französischer Drehbuchautor und Filmregisseur
- 14. März: Marie Hüllenkremer, deutsche Journalistin und Politikerin († 2004)
- 15. März: Wasef Bakhtari, afghanischer Intellektueller und Dichter († 2023)
- 19. März: Peter Radtke, deutscher Autor († 2020)
- 20. März: Gerard Malanga, US-amerikanischer Schriftsteller, Fotograf und Filmemacher
- 23. März: Winston Groom, US-amerikanischer Autor († 2020)
- 26. März: Paolo Maurensig, italienischer Schriftsteller
- 26. März: Robert Woodward, US-amerikanischer Journalist und Reporter
- 29. März: Eric Idle, britischer Schauspieler, Filmproduzent, Regisseur, Komponist und Buchautor

### April bis Juni
- 02. April: Troels Kløvedal, dänischer Schriftsteller († 2018)
- 04. April: Michael Schneider, deutscher Schriftsteller
- 05. April: Werner J. Egli, Schweizer Schriftsteller
- 19. April: Gudrun Reinboth, deutsche Schriftstellerin
- 22. April: Janet Evanovich, US-amerikanische Schriftstellerin
- 22. April: Louise Glück, US-amerikanische Lyrikerin, Essayistin und Nobelpreisträgerin für Literatur († 2023)
- 24. April: Dick Matena, niederländischer Comiczeichner und Autor
- 30. April: David Zane Mairowitz, europäisch-amerikanischer Schriftsteller

- 01. Mai: Monika Held, deutsche Schriftstellerin und Journalistin
- 07. Mai: Davi Arrigucci Júnior, brasilianischer Autor und Literaturwissenschaftler
- 07. Mai: Peter Carey, australischer Schriftsteller
- 08. Mai: Pat Barker, britische Schriftstellerin und Historikerin
- 18. Mai: Jacques-Pierre Amette, französischer Schriftsteller
- 20. Mai: Justin Cartwright, britischer Schriftsteller südafrikanischer Herkunft († 2018)
- 23. Mai: Klaus Voswinckel, deutscher Schriftsteller und Filmemacher († 2024)
- 31. Mai: Jonis Agee, US-amerikanische Schriftstellerin

- 10. Juni: Peter Kurzeck, deutscher Schriftsteller († 2013)
- 10. Juni: Volker Wahl, deutscher Archivar und Historiker
- 14. Juni: Jeanine Meerapfel, argentinisch-deutsche Filmregisseurin, Drehbuchautorin und Film-Dozentin
- 22. Juni: Thomas Elsaesser, deutscher Filmhistoriker, Essayist und Biograf († 2019)
- 23. Juni: Paul Kersten, deutscher Schriftsteller und Rundfunkredakteur († 2020)
- 28. Juni: Ryszard Krynicki, polnischer Dichter, Übersetzer deutscher Poesie und Verleger
- 30. Juni: Hartmann von der Tann, deutscher Journalist

### Juli bis September
- 14. Juli: Christopher Priest, britischer Science-Fiction-Schriftsteller († 2024)
- 15. Juli: Doris Runge, deutsche Schriftstellerin
- 15. Juli: Josef Winiger, Schweizer Übersetzer und Autor († 2025)
- 16. Juli: Reinaldo Arenas, kubanischer Schriftsteller († 1990)
- 16. Juli: Walter Schenker, Schweizer Schriftsteller († 2018)
- 23. Juli: Irina Liebmann, deutsche Schriftstellerin
- 27. Juli: Sō Aono, japanischer Schriftsteller
- 27. Juli: Dirk Hoeges, deutscher Romanist, Historiker, Übersetzer und Verleger († 2020)
- 29. Juli: Jürg Jegge, Schweizer Moderator, Pädagoge und Schriftsteller
- 30. Juli: Horst Neißer, deutscher Schriftsteller, Verleger und Bibliothekar

- 02. August: Rainer Nägele, US-amerikanischer Literaturwissenschaftler († 2022)
- 02. August: Gemma Salem, französischsprachige türkisch-schweizerische Schriftstellerin († 2020)
- 03. August: Steven Millhauser, US-amerikanischer Schriftsteller
- 07. August: Franz Josef Wagner, deutscher Boulevardjournalist
- 09. August: Bernhard C. Wintzek, deutscher Publizist († 2018)
- 14. August: Herbert Exenberger, österreichischer Bibliothekar und Publizist († 2009)
- 14. August: Wolf Wondratschek, deutscher Schriftsteller
- 23. August: Nelson DeMille, US-amerikanischer Schriftsteller († 2024)
- 26. August: Angelika Mechtel, deutsche Schriftstellerin († 2000)

- 02. September: Jutta Motz, deutsche Schriftstellerin († 2019)
- 12. September: Michael Ondaatje, kanadischer Schriftsteller
- 13. September: Gunder Andersson, schwedischer Schriftsteller und Kulturjournalist († 2025)
- 14. September: Brigitte Rauschenbach, deutsche Philosophin, Politologin, Essayistin und Feministin († 2018)
- 21. September: Christian Brandstätter, österreichischer Verleger und Publizist († 2024)
- 21. September: Klaus Kordon, deutscher Schriftsteller
- 24. September: Antonio Tabucchi, italienischer Schriftsteller, Literaturwissenschaftler und Übersetzer († 2012)
- 26. September: Helga Lippelt, deutsche Schriftstellerin

### Oktober bis Dezember
- 06. Oktober: Joachim Walther, deutscher Schriftsteller († 2020)
- 08. Oktober: R. L. Stine, US-amerikanischer Kinderbuchautor
- 09. Oktober: Barbara Beuys, deutsche Schriftstellerin († 2025)
- 12. Oktober: Heinrich Pachl, deutscher Kabarettist, Schauspieler, Autor und Filmemacher († 2012)
- 13. Oktober: Rick Boyer, US-amerikanischer Schriftsteller
- 23. Oktober: Jorge Arbeleche, uruguayischer Schriftsteller, Essayist und Dozent
- 26. Oktober: João Aguiar, portugiesischer Schriftsteller († 2010)

- 06. November: Sasha Sokolov, russischer Schriftsteller
- 07. November: Stephen Greenblatt, US-amerikanischer Literaturwissenschaftler
- 09. November: Michael Kunze, deutscher Liedtexter, Schriftsteller und Librettist
- 22. November: William Kotzwinkle, US-amerikanischer Schriftsteller
- 30. November: Michail Krausnick, deutscher Schriftsteller († 2019)
- 30. November: Terrence Malick, US-amerikanischer Drehbuchautor, Regisseur und Filmproduzent
- 30. November: Joel Shatzky, US-amerikanischer Schriftsteller und Literaturprofessor († 2020)

- 02. Dezember: Michiel Heyns, südafrikanischer Schriftsteller und Übersetzer
- 03. Dezember: Nili Mirsky, israelische Übersetzerin († 2018)
- 03. Dezember: Lothar Schneider, deutscher Karikaturist
- 07. Dezember: Vito von Eichborn, deutscher Verleger († 2023)
- 09. Dezember: Michael Krüger, deutscher Schriftsteller, Dichter, Verleger und Übersetzer
- 13. Dezember: Arturo Ripstein, mexikanischer Regisseur, Produzent und Drehbuchautor
- 16. Dezember: Frank Göhre, deutscher Schriftsteller
- 17. Dezember: Ludger Lütkehaus, deutscher Philosoph und Literaturwissenschaftler († 2019)
- 23. Dezember: Bárður Jákupsson, färöischer Maler, Grafiker und Kunstbuchautor
- 24. Dezember: Godehard Schramm, deutscher Schriftsteller, Erzähler und Rundfunkredakteur
- 25. Dezember: Vassilis Alexakis, griechisch-französischer Schriftsteller († 2021)
- 30. Dezember: Razeq Fani, afghanischer Dichter und Schriftsteller († 2007)

### Genaues Geburtsdatum unbekannt
- Eric Åkerlund, schwedischer Schriftsteller und Lehrer
- Gerd Appenzeller, deutscher Journalist
- Christine Evans, britische Dichterin
- Sven-Åke Johansson, schwedischer Komponist, Musiker, Autor und bildender Künstler († 2025)

## Gestorben

### Todesdatum gesichert
- 13. Januar: Rudolf Huch, deutscher Jurist und Schriftsteller (* 1862)
- 13. Januar: Else Ury, deutsche Schriftstellerin und Kinderbuchautorin (* 1877)
- 23. Januar: Gustawa Jarecka, polnische jüdische Schriftstellerin und Widerstandskämpferin (* 1908)
- 30. Januar: Pierre-Barthélemy Gheusi, französischer Schriftsteller, Journalist und Theaterleiter (* 1865)

- 03. Februar: Rudolf Herzog, deutscher Journalist und Schriftsteller (* 1869)
- 03. Februar: Otto Schmeil, deutscher Botaniker, Pädagoge und Fachbuchautor (* 1860)
- 06. Februar: Bogislav von Selchow, deutscher Schriftsteller und Marineoffizier (* 1877)
- 12. Februar: Kurata Hyakuzō, japanischer Schriftsteller (* 1891)
- 16. Februar: Mildred Harnack, amerikanisch-deutsche Literaturwissenschaftlerin, Widerstandskämpferin (* 1902)

- 05. März: Bedřich Václavek, tschechischer Literaturkritiker und Theoretiker (* 1897)
- 15. März: Karl Schönherr, österreichischer Dramatiker (* 1867)

- 16. April: Carlos Arniches y Barrera, spanischer Bühnenautor und Schriftsteller (* 1866)

- 17. Mai: Johanna Elberskirchen, deutsche Autorin und feministische Aktivistin (* 1864)

- 12. Juni: Hanns Heinz Ewers, deutscher Schriftsteller (* 1871)
- 24. Juni: Otto Rühle, deutscher Politiker und Schriftsteller (* 1874)
- 24. Juni: Alice Rühle-Gerstel, deutsche Schriftstellerin (* 1894)

- 30. Juli: Anna Croissant-Rust, deutsche Schriftstellerin (* 1860)

- 05. August: Adam Kuckhoff, deutscher Schriftsteller, Widerstandskämpfer (* 1887)
- 12. August: Kurt Eggers, deutscher Schriftsteller und NS-Kulturpolitiker (* 1905)
- 21. August: Henrik Pontoppidan, dänischer Schriftsteller (* 1857)

- 06. September: Omar Cáceres, chilenischer Lyriker (* 1904)

- 07. Oktober: Marguerite Radclyffe Hall, britische Schriftstellerin (* 1880)
- 08. Oktober: Otto Erler, deutscher Dramatiker (* 1872)
- 22. Oktober: Josef Venantius von Wöss, österreichischer Kirchenmusiker, Komponist und Verlagsredakteur (* 1863)
- 24. Oktober: Hector de Saint-Denys Garneau, kanadischer Lyriker und Essayist (* 1912)

- 05. November: Elza Pliekšāne, lettische Dichterin und Bühnenautorin (* 1865)
- 19. November: Georg Hermann, deutscher Schriftsteller (* 1871)
- 21. November: Ernst zu Reventlow, deutscher Marineoffizier, Schriftsteller und Politiker (* 1869)
- 23. November: Wilhelm von Arnim-Lützlow, deutscher Autor (* 1879)
- 23. November: Bruno Satori-Neumann, deutscher Theaterwissenschaftler (* 1886)
- 26. November: Charles G. D. Roberts, kanadischer Lyriker und Schriftsteller (* 1860)

- 02. Dezember: E. M. Delafield, britische Schriftstellerin (* 1890)
- 02. Dezember: Johan Nordahl Grieg, norwegischer Schriftsteller, Lyriker, Dramatiker und Journalist (* 1902)
- 22. Dezember: Beatrix Potter, britische Kinderbuchautorin (* 1866)
- 29. Dezember: Martin Faßbender, deutscher Professor, Publizist und Politiker (* 1856)

### Genaues Todesdatum unbekannt
- Emir Emin Arslan, osmanischer Politiker, Diplomat, Schriftsteller und Verleger (* 1868)
- Yusif Vəzir Çəmənzəminli, aserbaidschanischer Schriftsteller und Staatsmann (* 1887)